# Fabrizio Campani
Fabrizio Campani (também Fabrizio Capanus) (falecido a 15 de junho de 1605) foi um prelado católico romano que serviu como bispo de Ferentino (1603-1605).

## Biografia
No dia 7 de abril de 1603, Fabrizio Campani foi nomeado bispo de Ferentino durante o papado de Clemente VIII.  A 20 de abril de 1603, foi consagrado bispo por Camillo Borghese, cardeal-sacerdote de San Crisogono, com Leonard Abel, bispo titular de Sidon, e Hippolytus Manari, bispo de Montepeloso, servindo como co-consagradores. Serviu como bispo de Ferentino até à sua morte a 15 de junho de 1605.